# Первомайская (Верхнедвинский район)
Первомайская (бел. Первама́йская, Першамайская; до 1939 года — Божки (бел. Бажкі) — деревня в Верхнедвинском районе Витебской области Беларуси. В составе Кохановичского сельсовета.

## География
Пролегает дорога Р-117.
Ближайшие населённые пункты Гаи, Замшаны, Озерники и др.

## История
С 1905 года в Кохановичской волости Дриссенского уезда Витебской губернии.
До 20 мая 1960 года деревня входила в состав Каркалецкого сельсовета, в 1959—1960 годах его центр.

## Население

### Численность
- 2009 год — 51 жителей

### Динамика
- 1905 год — 15 дворов (деревня Божки)[2]
- 1999 год — 111 жителей (перепись населения)
- 2009 год — 51 жителей (перепись населения)[2]

## Улицы
- Аэродромная
- Ковальский переулок
- Кузнечная
- Северная
- Школьная

## Достопримечательность
- Братская могила —  Историко-культурная ценность Республики Беларусь, шифр 213Д000247.